# إيزا نوكس
إيزا نوكس (بالإنجليزية: Isa Knox)‏ (1831، إدنبرة في المملكة المتحدة - 1903)؛ كاتِبة وشاعرة بريطانية.